# Digagna
La digagna (da "diga") di difesa idraulica era, nel Regno Lombardo-Veneto austriaco, un ente privato associativo che riuniva i proprietari che avevano interesse comune a difendere i loro beni dalle esondazioni dei fiumi in caso di piena degli stessi, mediante la costruzione e la manutenzione di idonee arginature.

## Storia
Il 1º settembre del 1784, con il “piano per la direzione e amministrazione delle digagne di arginatura e scolo nella provincia di Mantova” fu attuato, dalle autorità governative austriache di allora, un generale riordino del settore con l'intervento, come oggi si direbbe, della “mano pubblica” .
I punti principali del piano prevedevano:
- la cessazione delle contribuzioni da parte dei privati, dovendo tutte le spese delle digagne essere comprese nell'imposta provinciale
- lo scioglimento delle preesistenti trentacinque digagne;
- La divisione della provincia in cinque dipartimenti e il raggruppamento delle digagne esistenti in ciascun dipartimento in una sola;
- la nomina da parte dei delegati delle comunità di un conservatore e degli ufficiali indispensabili per l'amministrazione di ciascuna digagna.

Fra questi ufficiali vi erano due vice con un "ragionato" (ragioniere).
Con l'unità di'Italia ,la legge organica dei LL.PP. (Legge 20 marzo 1865, n. 2248 – Allegato F) le digagne furono ricomprese nei consorzi per le Opere Idrauliche di quarta e quinta categoria, così come classificate ai sensi del Regio decreto 25 luglio 1904, n. 523 ("Testo unico delle disposizioni di legge intorno alle opere idrauliche delle diverse categorie.")